# 沈阳路 (沈阳)
沈阳路为沈阳市的一条普通道路，位于沈阳故宫门前。东起抚近门，西到怀远门，为原沈阳故宫皇家禁路。